# Goya, historia de una soledad
Goya, historia de una soledad és una pel·lícula dramàtica espanyola de caràcter històric dirigida per Nino Quevedo. Fou seleccionada per participar en el 24è Festival Internacional de Cinema de Canes. La pel·lícula va patir nombroses tallades degut a la censura abans de la seva estrena.

## Argument
La pel·lícula retrata amb molta ambició i mitjans l'etapa més dramàtica de la biografia del pintor Francisco de Goya, des de les seves relacions amoroses amb la duquessa d'Alba fins al seu exili a França. Segons alguns crítics, la cinta es mou "entre la indefinició i la peresa".

## Repartiment
- Francisco Rabal - Goya
- Irina Demick - Duquessa d'Alba
- Jacques Perrin
- José María Prada
- Teresa del Río
- Hugo Blanco
- María Asquerino
- Merche Abreu
- Barta Barri
- Enriqueta Carballeira
- Manuel de Blas
- Inma de Santis
- José Espinosa
- Rosario García Ortega
- Montserrat Julió
- Gerardo Malla
- Sergio Mendizábal
- Ricardo Merino
- Jeannine Mestre
- Luis Morris
- Marisa Paredes
- Teresa Rabal

## Premis
Medalles del Cercle d'Escriptors Cinematogràfics
| Any  | Categoria                      | Pel·lícula       | Resultat   |
| ---- | ------------------------------ | ---------------- | ---------- |
| 1969 | Millors actriu secundària      | María Asquerino  | Guanyadora |
| 1970 | Millors decorats i ambientació | Wolfgang Burmann | Guanyador  |
| 1970 | Millors fotografia             | Luis Cuadrado    | Guanyador  |